# Paul Bocuse
Paul Bocuse (11. února 1926 Collonges-au-Mont-d'Or – 20. ledna 2018 Collonges-au-Mont-d'Or) byl francouzský kuchař, zakladatel hnutí nouvelle cuisine (nová kuchyně) a spolku Bande a Bocuse, který novou kuchyni propagoval. Jeho restaurace v Collonges-au-Mont-d'Or u Lyonu držela od roku 1965 až do jeho smrti nepřetržitě tři michelinské hvězdy, tedy nejdéle na světě. První michelinskou hvězdu získal roku 1958. K jeho proslaveným receptům patřila polévka s černými lanýži, šunka v seně nebo drůbeží frikasé s borůvkami. Typické pro něj byly neobvyklé kombinace surovin, na druhou stranu propagoval návrat k tradičním pokrmům. Jeho nová kuchyně je rovněž považována za lehčí a zdravější než starší gastronomické trendy, především tzv. haute cuisine. Roku 1987 založil kuchařskou soutěž Bocuse d'Or. V roce 1989 ho kulinářský časopis Gault Millau vyhlásil Kuchařem století. Již jeho předci provozovali restaurace, a to od roku 1840. Vydal i několik knih: La Cuisine du marché (1976), La Journée du cuisinier (1980) a Toute la cuisine de Paul Bocuse (2011).